# David Thirdkill
David Thirdkill (St. Louis, 12 aprile 1960) è un ex cestista e allenatore di pallacanestro statunitense, professionista nella NBA e in Europa.

## Carriera
Venne selezionato dai Phoenix Suns al primo giro del Draft NBA 1982 (15ª scelta assoluta).

## Palmarès

### Squadra
- Campione NIT (1982)
- Campionato NBA: 1

Boston Celtics: 1986
- Coppa di Israele: 1

Hapoel Tel Aviv: 1992-93

### Individuale
- Ligat ha'Al MVP: 1

Hapoel Tel Aviv: 1992-93